# 埃米特 (阿肯色州)
埃米特（英語：Emmet）是一個位於美國阿肯色州亨普斯特德縣和內華達縣的城市。

## 地理
埃米特的座標為33°43′35″N 93°28′17″W / 33.72639°N 93.47139°W，而該地的平均海拔高度為101米（即332英尺）。

## 人口
根據2020年美國人口普查的數據，埃米特的面積為3.79平方千米，當中陸地面積為3.73平方千米，而水域面積為0.06平方千米。當地共有人口415人，而人口密度為每平方千米109人。